# Mistrovství světa v letech na lyžích 1992
Mistrovství světa v skocích na lyžích se v roce 1992 konalo 22. března v tehdy československém Harrachově na tamním mamutím můstku Čerťáku.

## Výsledky
| *                | Sportovec            | Skok | Body | Celkem |
| ---------------- | -------------------- | ---- | ---- | ------ |
| Zlatá medaile    | Noriaki Kasai        |      |      | 392,5  |
| Stříbrná medaile | Andreas Goldberger   |      |      | 377    |
| Bronzová medaile | Roberto Cecon        |      |      | 376    |
| 4                | Tomáš Goder          |      |      | 347    |
| 5                | Christof Duffner     |      |      | 337    |
| 6-7              | Samo Gostiša         |      |      | 330,5  |
| 6-7              | Martin Trunz         |      |      | 330,5  |
| 8                | Mikael Martinsson    |      |      | 327    |
| 9                | Ivan Lunardi         |      |      | 316    |
| 10               | Jaroslav Sakala      |      |      | 314,5  |
| 11               | Espen Bredesen       |      |      | 312    |
| 12               | Ole Gunnar Fidjestøl |      |      | 307,5  |
| 13               | Magne Johansen       |      |      | 306    |
| 14               | Jiří Parma           |      |      | 302    |
| 15               | Ralf Gebstedt        |      |      | 229,5  |
| *                | /                    | /    | /    | /      |
| 32               | František Jež        |      |      | 212    |